# Institut Nacional d'Estadística (Itàlia)
L'Institut Nacional d'Estadística (ISTAT) (en italià: Istituto Nazionale di Statistica) és l'òrgan estadístic del govern d'Itàlia. Va ser instituït el 1926, durant el feixisme, per tal de recollir de forma organitzada algunes dades essencials de la vida econòmica i demogràfica del país. El seu actual president és Giorgio Alleva.
Té com a missió el cens de la població, de les activitats productives i dels serveis i estudis estadístics mitjançant mostres de famílies (consum, treball, aspectes de la vida quotidiana, salut, seguretat, lleure, ús del temps, etc.).

## Presidència
Istituto Centrale di Statistica:
- Alberto Canaletti Gaudenti (1945-1949)
- Lanfranco Maroi (1949-1961)
- Giuseppe De Meo (1961-1980)
- Guido Maria Rey (1980-1989)

Istituto Nazionale di Statistica:
- Guido Maria Rey (1989-1993)
- Alberto Zuliani (1993-2001)
- Luigi Biggeri (2001-2009)
- Enrico Giovannini (2009-2013)[3]
- Antonio Golini (2013-2014 pro tempore)
- Giorgio Alleva (2015-actualitat)[4]